# Dora Venter
Dora Venter (Gál Melinda) (Salgótarján, 1976. október 1. –) magyar pornószínésznő.
Dora Wenter Dora Neuter, Melinda Gaal, Dora Ventor, Claudia Wenström, Mélinda Gal, Melinda Gale, Melinda Jensen, Barbie Star magyar származású pornósztár. Budapestre költözött, ápolónőnek tanult. 1999 áprilisában kezdte el a pornószakmát. Svéd filmekben szerepelt, kezdetben Mike Beck forgatta a filmjeit. Később olasz, német, francia, magyar filmekben játszott.

## Filmográfia (válogatás)
| - Anal Romance 1 - Anal Prostitutes On Video 3 - Anal Asspirations 4 - Anal Excursions 3 - Full Anal Access 3 - Buttman's Anal Show 3 - Sodomania: Slop Shots 10 - Ass Quest 4 - Look What's Up My Ass 3 | - Cum In My Ass Not In My Mouth 3 - Between The Cheeks - Debauchery 5 - Gang Bang Auditions 15 - Gang Bang Angels 20 - Out Numbered 4 - Orgy World: The Next Level 4 - Snow Sluts |